# Monte das Gameleiras
Monte das Gameleiras é um município brasileiro do interior do estado do Rio Grande do Norte.

## Geografia
Monte das Gameleiras pertence à região imediata de Santo Antônio-Passa e Fica-Nova Cruz, dentro da região intermediária de Natal. Esta divisão, que vigora desde 2017, substituiu as antigas microrregiões e mesorregiões, sendo que o município fazia parte da microrregião da Borborema Potiguar, que por sua vez estava incluída na mesorregião do Agreste Potiguar.
Com uma área de 71,946 km², o território de Monte das Gameleiras equivale a 0,1362% da superfície estadual, dos quais apenas 0,156 km² são de área urbana, a menor do estado. Distante 128 km da capital, Natal, limita-se com São José do Campestre a norte; a sul com Japi e Araruna, este na Paraíba; a leste com Serra de São Bento e a oeste novamente com Japi.
O relevo do município está inserido no Planalto da Borborema, apresentando altitudes superiores a 400 metros, do qual fazem parte as serras da Macambira e de São Bento. A geologia local abrange rochas graníticas datadas do período Pré-Cambriano, há cerca de 1,1 bilhão de anos, intercaladas com rochas metamórficas do embasamento cristalino, o que inclui anfibolitos, gnaisses e migmatitos. Os solos têm drenagem acentuada e fertilidade alta, porém são rasos e pedregosos, característicos dos solos litólicos eutróficos, denominação antiga dos neossolos, ocorrendo ainda uma pequena área de planossolos a noroeste.
Sendo pouco desenvolvidos, sua vegetação é típica do bioma da Caatinga, cujas folhas caem na estação seca. Monte das Gameleiras possui seu território nas bacias hidrográficas dos rios Curimataú e Jacu, este abrangendo a maior parte do município, incluindo sua zona urbana. O clima, por sua vez, é semiárido, com baixo índice pluviométrico e chuvas concentradas entre março e julho.
| Dados climatológicos para Monte das Gameleiras (2004-2020) | Dados climatológicos para Monte das Gameleiras (2004-2020) | Dados climatológicos para Monte das Gameleiras (2004-2020) | Dados climatológicos para Monte das Gameleiras (2004-2020) | Dados climatológicos para Monte das Gameleiras (2004-2020) | Dados climatológicos para Monte das Gameleiras (2004-2020) | Dados climatológicos para Monte das Gameleiras (2004-2020) | Dados climatológicos para Monte das Gameleiras (2004-2020) | Dados climatológicos para Monte das Gameleiras (2004-2020) | Dados climatológicos para Monte das Gameleiras (2004-2020) | Dados climatológicos para Monte das Gameleiras (2004-2020) | Dados climatológicos para Monte das Gameleiras (2004-2020) | Dados climatológicos para Monte das Gameleiras (2004-2020) | Dados climatológicos para Monte das Gameleiras (2004-2020) |
| Mês                                                        | Jan                                                        | Fev                                                        | Mar                                                        | Abr                                                        | Mai                                                        | Jun                                                        | Jul                                                        | Ago                                                        | Set                                                        | Out                                                        | Nov                                                        | Dez                                                        | Ano                                                        |
| ---------------------------------------------------------- | ---------------------------------------------------------- | ---------------------------------------------------------- | ---------------------------------------------------------- | ---------------------------------------------------------- | ---------------------------------------------------------- | ---------------------------------------------------------- | ---------------------------------------------------------- | ---------------------------------------------------------- | ---------------------------------------------------------- | ---------------------------------------------------------- | ---------------------------------------------------------- | ---------------------------------------------------------- | ---------------------------------------------------------- |
| Precipitação (mm)                                          | 43,9                                                       | 50,1                                                       | 85                                                         | 94,5                                                       | 75,8                                                       | 77,5                                                       | 76,9                                                       | 29,3                                                       | 17,3                                                       | 3,9                                                        | 11                                                         | 17,2                                                       | 582,4                                                      |